# Trachybaris
Trachybaris är ett släkte av skalbaggar. Trachybaris ingår i familjen vivlar.
Kladogram enligt Catalogue of Life:
| Trachybaris | \| \| Trachybaris coelata \| \| \| \| \| \| Trachybaris heringeri \| \| \| \| \| \| Trachybaris willinki \| \| \| \| |
|             | \| \| Trachybaris coelata \| \| \| \| \| \| Trachybaris heringeri \| \| \| \| \| \| Trachybaris willinki \| \| \| \| |
|             | Trachybaris coelata                                                                                                  |
|             | |
|             | Trachybaris heringeri                                                                                                |
|             | |
|             | Trachybaris willinki                                                                                                 |
|             | |